# 円光寺 (飛騨市)
円光寺（えんこうじ）は、岐阜県飛騨市古川町にある浄土真宗本願寺派の寺院。山号は照耀山。
近隣の真宗寺や本光寺とともに1月9日から16日まで開かれる報恩講は三寺まいりとして知られている。瀬戸川（瀬戸川用水）沿いにあり、白壁土蔵群と円光寺の景観は飛騨古川を象徴する風景として知られている。

## 歴史
永正11年（1514年）、江馬氏家臣である、岩佐氏の正祐が吉城郡宇津江村（高山市国府町宇津江）に開いた念仏道場が起源である。戦国時代に金森氏が飛騨国に移ってきた際に古川町に移る。寺運が次第に盛んになり、慶長8年（1603年）には寺号を許可されて正覚寺と名乗った。
元和7年（1621年）には古川町殿町の現在地に落ち着いた。正徳2年（1712年）に現在の寺号である円光寺に改めた。明治37年（1904年）に古川大火により町中の多くの建物が焼け落ちるなか焼け残った。その際に寺の本堂の亀の彫刻が火災から寺を守ったとして、それ以来その彫刻は水呼びの亀と呼ばれている。

## 文化財

### 市指定文化財
山門は廃城となった増島城から移築されたもので、飛騨市の文化財に指定されている。

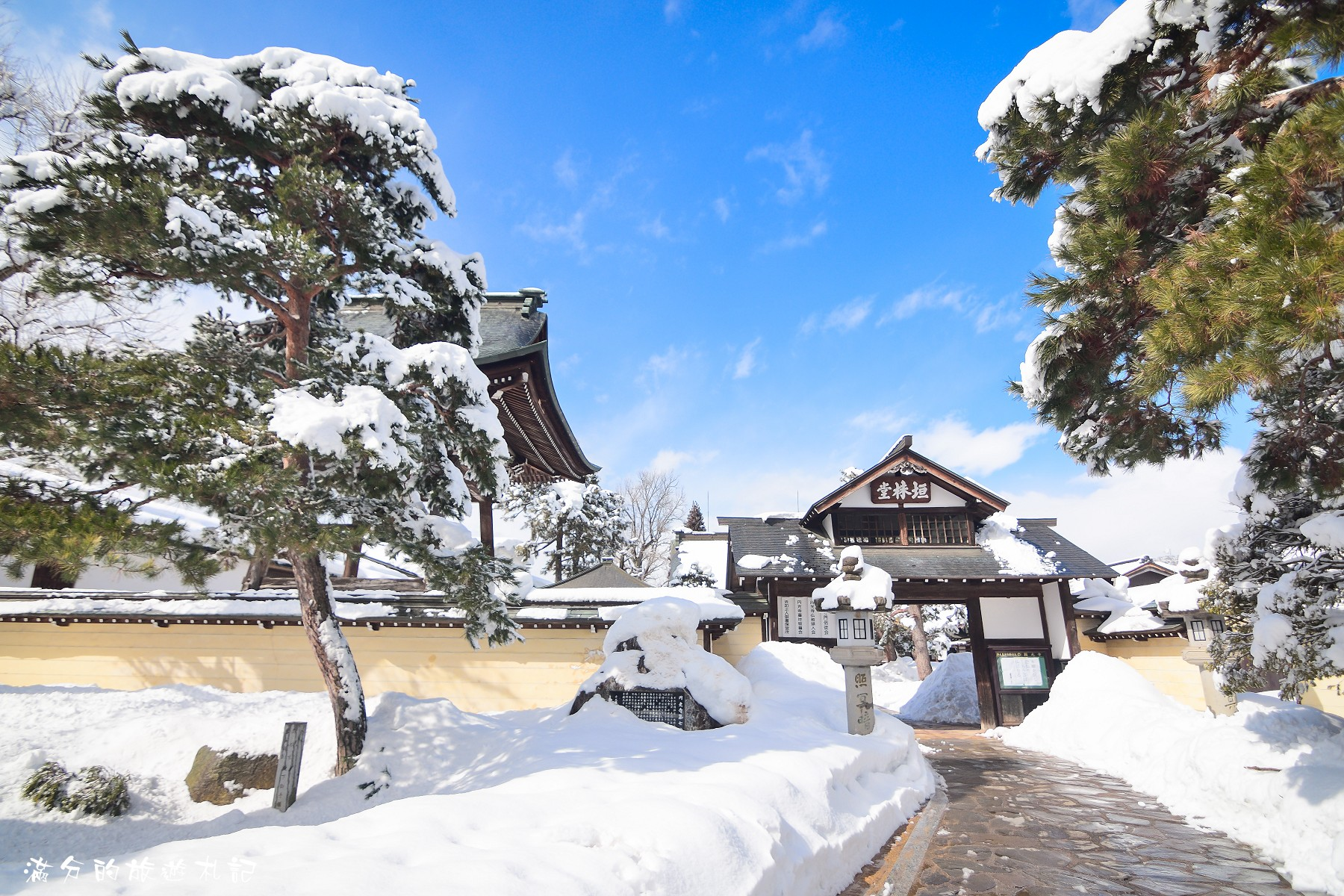
冬季の境内
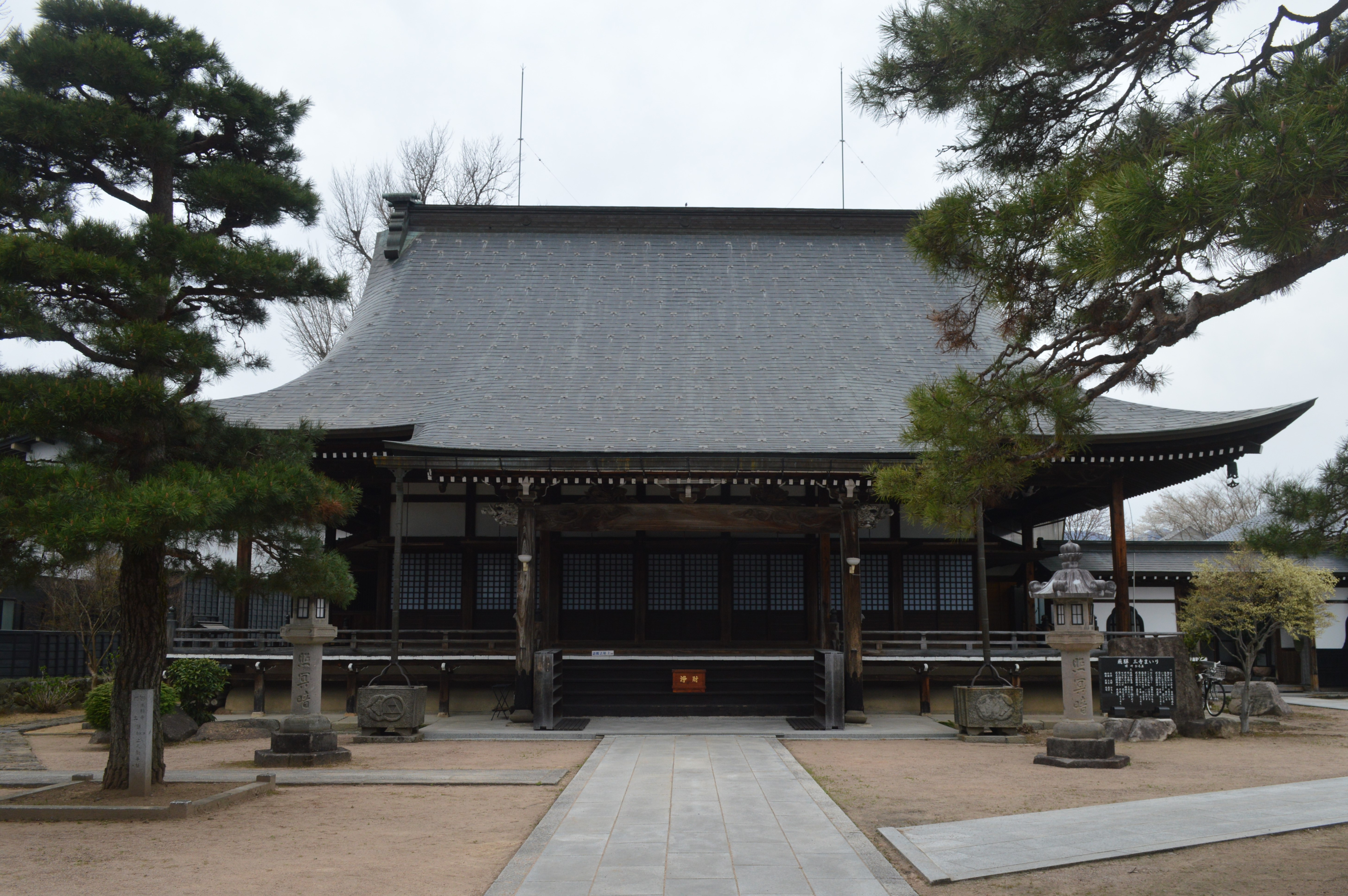
無雪期の本堂
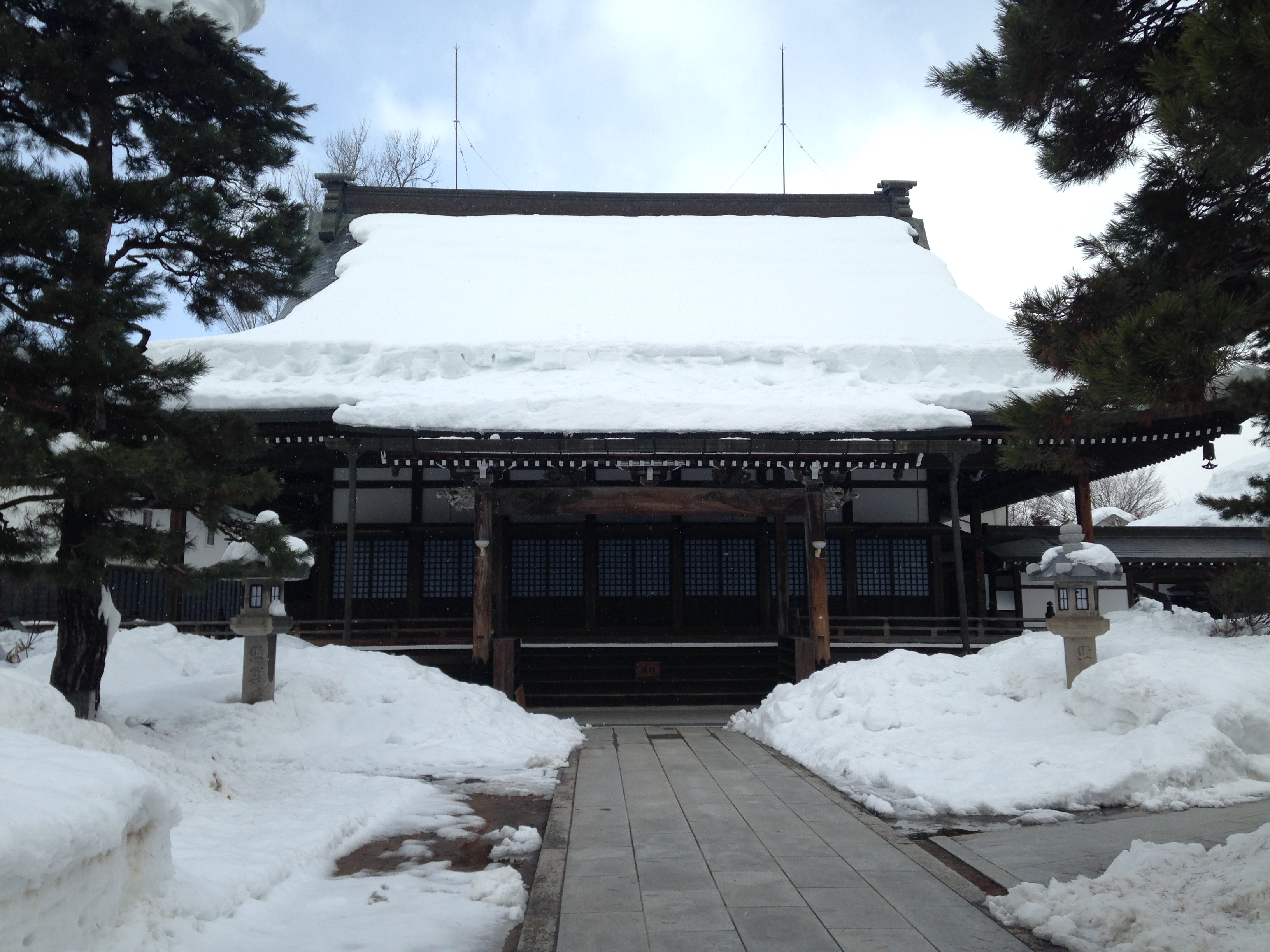
冬季の本堂
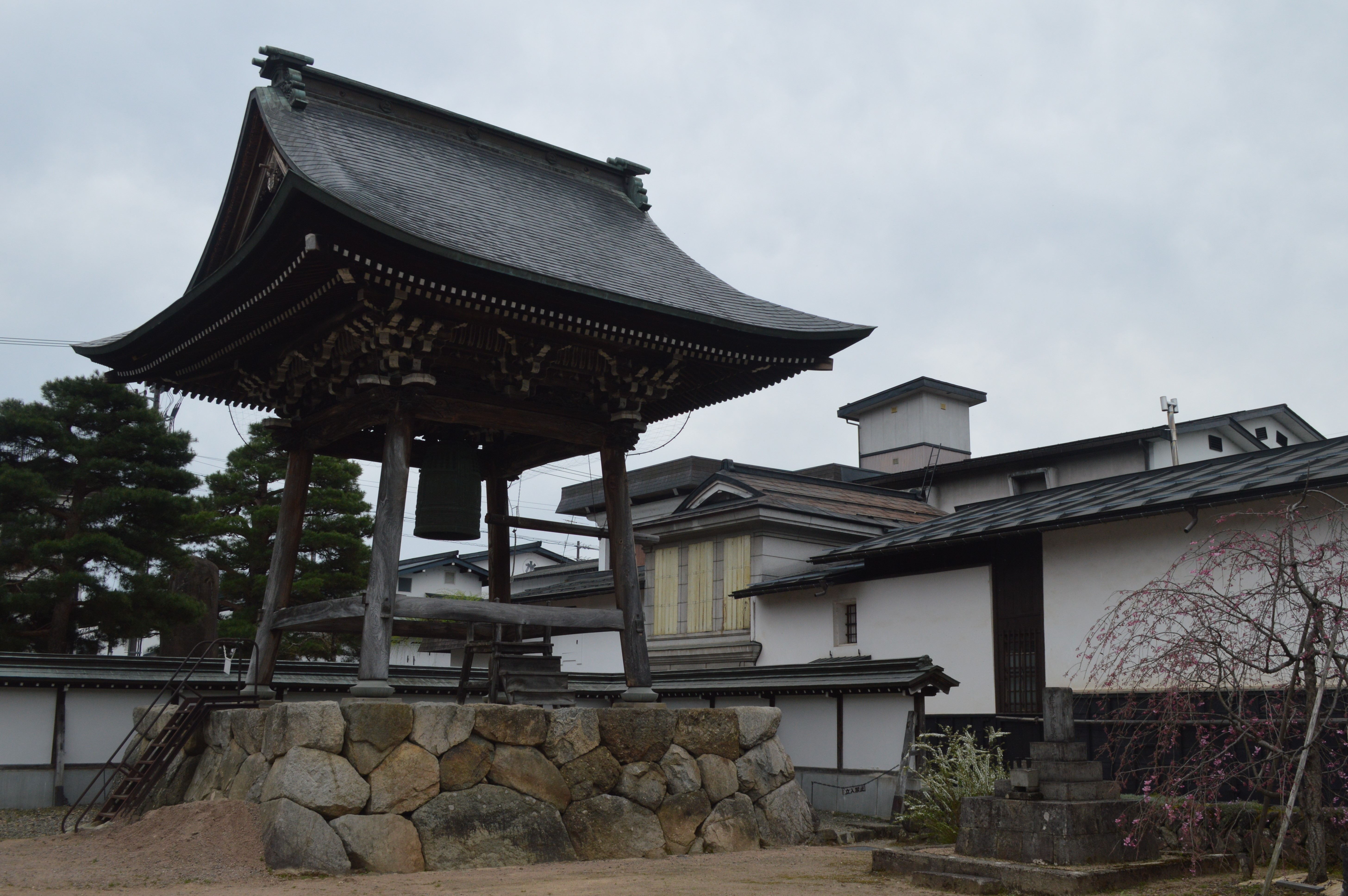
鐘楼
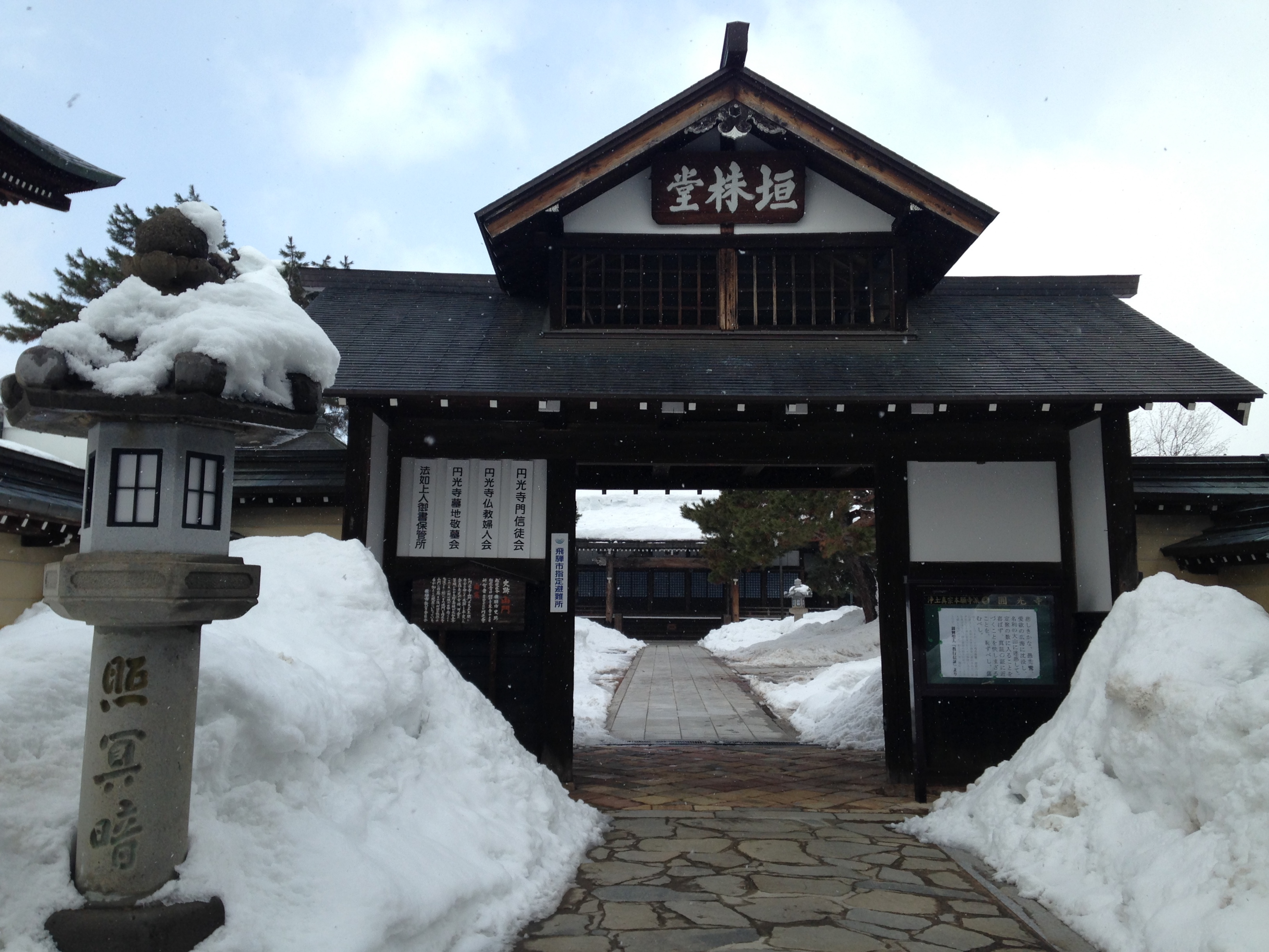
山門